# Porto Alegre (São Tomé)
Porto Alegre é uma aldeia de São Tomé e Príncipe, localiza-se no Distrito de Caué, ilha de São Tomé, próxima às localidades de Santa Josefina, Alto Douro e Cachoeiro.